# Лебёдка (приток Вятки)
Лебёдка — река в России, протекает по Лебяжскому району Кировской области. Устье реки находится в 327 км от устья реки Вятки по правому берегу. Длина реки составляет 28 км, площадь водосборного бассейна — 247 км².
Река начинается южнее деревни Гари в 18 км к юго-западу от посёлка Лебяжье. Река течёт на северо-восток, протекает деревни Гари, Сазаново, Заполена, Окунево, Липовцево, Золотавино, Михеевщина, Савино, Лоптино. Впадает в Вятку в посёлке Лебяжье. Перед устьем ширина река в посёлке составляет 12 метров.

## Притоки
Притоки указаны от устья к истоку.
- 2,9 км: река Тулубайка (лв)
- 8,7 км: река Карна (пр)
- река Лубянка (пр)
- река Болотная Лебёдка (лв)

## Данные водного реестра
По данным государственного водного реестра России относится к Камскому бассейновому округу, водохозяйственный участок реки — Вятка от города Котельнич до водомерного поста посёлка городского типа Аркуль, речной подбассейн реки — Вятка. Речной бассейн реки — Кама.
Код объекта в государственном водном реестре — 10010300412111100037723.